# Das letzte Versteck
Das letzte Versteck ist ein deutsch-schweizerischer Spielfilm aus dem Jahre 2002. Der Film entstand nach dem autobiografischen Roman Die Reise von Ida Fink.

## Handlung
Polen im Herbst 1942. Ein jüdischer Arzt und Vater schickt seine beiden Töchter Eva und Irene als polnische Zwangsarbeiterinnen unter den falschen Namen Elzbieta und Katarzyna nach Deutschland, um sie vor der Deportation durch die Nazis zu schützen. Sie fliehen aus dem Ghetto in Polen und kommen über einen Sammelpunkt für Zwangsarbeiter nach Deutschland. Zunächst arbeiten sie in einer Maschinenfabrik im Ruhrgebiet. Diese Odyssee führt sie weiter bis an ein Weingut am Rhein, wo sie bei der Ernte helfen. Die Flucht aus Deutschland gelingt ihnen schließlich als Serviererinnen auf einem Rheinausflugsdampfer.

## Kritiken
„Der einfühlsame Spielfilmbericht eines Überlebenskampfes, in dem Einsamkeit und Verzweiflung ebenso ausgelotet werden wie Hoffnung und Zuversicht; dass bei dieser Strategie der Lüge ein besonderer Stellenwert eingeräumt wird, liegt in der Natur der Sache.“